# Saint-Urbain (Finisterre)
 Saint-Urbain  (en bretón Lannurvan) es una población y comuna francesa, situada en la región de Bretaña, departamento de Finisterre, en el distrito de Brest y cantón de Daoulas.

## Demografía
| 505 | 466 | 583 | 1062 | 1120 | 1200 |
| Para los censos de 1962 a 1999 la población legal corresponde a la población sin duplicidades (Fuente: INSEE [Consultar]) |     |     |      |      |      |